# باتريك هاريس
باتريك هاريس (بالإنجليزية: Patrick Harris)‏ هو قسيس بريطاني، ولد في 30 سبتمبر 1934.